# Скара
 За града в Швеция вижте Скара (град).  
Скара се нарича начин на приготвяне на храни от животински или растителен произход, чрез печене върху нагорещена повърхност или мрежа.
Със същата дума се обозначава и храната, приготвена по този начин.
Скара в машиностроенето или като конструктивен елемент е решетъчна подложка.
Уредите за печене на скара са най-различни видове, но най-популярен е този, в който топлинната обработка на продуктите става посредством нагряване с дървени въглища. Съществуват и газови и електрически.
Едни от най-добрите майстори на този вид готвене на Балканите са в Сърбия и Босна и Херцеговина, където то се нарича роштиль.